# Кортава, Татьяна Владимировна
Татья́на Влади́мировна Корта́ва (род. 8 июня 1960, г. Серпухов, в девичестве - Медведева) — российский лингвист, специалист в области истории русского языка, функциональной стилистики, истории, теории и методики преподавания русского языка как родного, неродного, иностранного. Доктор филологических наук (1999), профессор (2007), академик Российской академии образования (2021). Заведующий кафедрой русского языка для иностранных учащихся естественных факультетов МГУ имени М. В. Ломоносова (1999), проректор МГУ — начальник Управления по работе с талантливой молодежью (2010).

## Биография
Татьяна Владимировна Кортава родилась 8 июня 1960 в городе Серпухове Московской области. В 1978 поступила на филологический факультет МГУ и в 1983 окончила его с отличием по специальности «Филолог-русист. Преподаватель со знанием иностранного языка».
С 1983 по 1986 работала учителем русского языка и литературы в средней школе № 65 города Тбилиси.
В 1986 поступила в очную аспирантуру филологического факультета МГУ, в 1989 защитила кандидатскую диссертацию на тему «Причастные формы в приказном языке XVII века», научный руководитель — К. В. Горшкова.
С 1990 по 1995 работала в должности доцента кафедры русского языка Грузинского технического университета и Тбилисского государственного университета.
В 1995 поступила в очную докторантуру филологического факультета МГУ и в 1999 защитила докторскую диссертацию на тему «Московский приказный язык XVII века как особый тип письменного языка». С 1997 — доцент кафедры русского языка филологического факультета.
С 1999 заведует кафедрой русского языка для иностранных учащихся естественных факультетов МГУ имени М. В. Ломоносова. В 2007 получила ученое звание профессора. С 2010 работает в должности проректора МГУ — начальника Управления по работе с талантливой молодежью.
В 2010 начала работу в качестве члена Организационного комитета Всероссийской олимпиады школьников, в 2014 — члена секретариата Российского совета олимпиад школьников.
С 2014 является членом Совета директоров Российского тестового консорциума.
В 2015 включена в состав Федерального учебно-методического объединения в системе высшего образования по укрупненной группе специальностей и направлений подготовки 45.00.00 Языкознание и литературоведение, в 2020 приказом Министерства науки и высшего образования Российской Федерации № 1475 от 30.11.2020 назначена его председателем.
С 2016 является членом бюро Общества русской словесности, членом Координационного совета Федерального учебно-методического объединения в системе высшего образования по укрупненной группе специальностей и направлений подготовки 44.00.00 Образование и педагогические науки. Член Совета директоров Совместного российско-китайского университета МГУ-ППИ в Шэньчжэне (КНР).
С 2017 года - член-корреспондент Российской академии образования.
В 2019 вошла в состав Президиума Совета при Президенте Российской Федерации по русскому языку, руководителем межведомственной комиссии по направлению «Поддержка и продвижение русского языка за рубежом». В этом же году избрана вице-президентом Международной ассоциации преподавателей русского языка и литературы (МАПРЯЛ) и Российского общества преподавателей русского языка и литературы (РОПРЯЛ), а также получила звание почётного профессора Пекинского педагогического университета. 
С 2020 член Коллегии Министерства просвещения Российской Федерации.
В 2021 включена в состав Правительственной комиссии по русскому языку, назначена председателем подкомиссии по поддержке и продвижению русского языка в России и за рубежом. Состоит в Руководящем комитете и Консультативном совете ЮНЕСКО по подготовке и проведению Международного десятилетия языков коренных народов в 2022—2032 гг.
С 2021 года - академик  Российской академии образования, член Президиума этой академии.
С 2022 года - почётный профессор Пекинского университета иностранных языков.

## Научная деятельность
В исследованиях Т. В. Кортава разработан интегрированный междисциплинарный подход к изучению эволюции русского языка, основанный на синтезе достижений современной лингвистики, коммуникативистики, текстологии, концептологии, философии языка, межкультурной коммуникации, лингводидактики и педагогики. Ею предложены теоретико-методологические установки, позволившие открыть новые перспективы в изучении истории становления русского литературного языка как основы общероссийской гражданской идентичности, преодолеть традицию «имперсонального» анализа языкового материала, внести существенный вклад в историю функциональной стилистики русского языка, сформулировать принципы анализа текста с перемещением фокуса внимания на особенности языка и стиля его автора, обогатившие категориально-понятийный аппарат антропологической лингвистики. Исторические исследования Т. В. Кортава, проведенные в широком историко-социолингвистическом контексте, дали возможность выявить глубинные закономерности в развитии системы норм русского литературного языка, определить принципы языкового строительства страны в разные исторические эпохи.
Особое внимание в работах Т. В. Кортава уделено проблемам языкового образования с момента его зарождения до наших дней, методологическому осмыслению его роли как действенного и эффективного института реализации языковой политики государства. Ею научно обоснована, разработана и внедрена в образовательный процесс многопрофильной высшей школы коммуникативная модель преподавания русской риторики и культуры речи, получившая воплощение в признанных в России и за рубежом учебниках и методиках, реализованных в том числе в цифровом формате.
Ещё одно направление исследований Т. В. Кортава — комплексное изучение психолого-педагогических проблем детского чтения. Под её научным руководством осуществлено крупномасштабное сравнительно-историческое исследование, результаты которого отражены в концепции возрождения отечественной традиции детского чтения в единой парадигме обучения, воспитания и развития; разработаны методические рекомендации по адаптации к современным информационным условиям существующих методик обучения русскому языку и развитию речи на основе детской книги, комплекс методик обучения чтению детей с ориентацией на их духовно-нравственное воспитание с учётом возрастных, психологических и гендерных особенностей.
Разработанные Т. В. Кортава принципы обучения русскому и родному языкам в национальных регионах страны легли в основу утвержденной Министерством просвещения Российской Федерации Концепции преподавания родных языков народов России. В результате проведенных под её руководством исследований обобщен с позиций педагогической компаративистики инновационный отечественный и зарубежный опыт в этой сфере, внесен вклад в формирование психолого-педагогических и психолингвистических основ методики интегрированного обучения языку и базовым предметным дисциплинам, разработаны модели, технологии и принципы формирования ресурсной базы предметно-языкового интегрированного обучения, предложены и реализованы дидактические сценарии его внедрения в образовательную практику.
Результаты исследований Т. В. Кортава в рамках решения проблемы повышения эффективности экспорта российского образования составили основу предложенного ею комплекса мер по сертификации и аккредитации программ профессионального образования на русском языке и программ обучения русскому языку как иностранному в России и за рубежом, а также комплекса мер по поддержке российских школьников, проживающих в других странах.
Научные достижения Т. В. Кортава определили ход обсуждений и решения двух Всероссийских съездов учителей словесности, многочисленных семинаров и конференций, инициатором, научным куратором и организатором которых она выступила. Ею также предложены и реализованы перспективные модели онлайн-взаимодействия российских и зарубежных русистов, пути дальнейшего развития олимпиадного и фестивального движения, направленных на поддержку талантливой молодежи в России и за рубежом. В организованных ею мероприятиях приняли участие тысячи учителей и преподавателей русского языка, школьников и студентов из России, стран ближнего и дальнего зарубежья.
Т. В. Кортава имеет более 200 опубликованных работ. Руководит работой диссертационного совета МГУ.10.13 МГУ имени М. В. Ломоносова по специальности 13.00.02 — Теория и методика обучения и воспитания (по областям и уровням образования) (педагогические науки). Читает курсы «Русский язык и культура речи» для студентов естественных факультетов МГУ, «Лингвистические особенности сочинений писателей-старообрядцев», «Автор и его текст (на примере приказного языка XVII века)», «Интерпретация видовых значений русского глагола в иноязычной аудитории» для студентов филологических специальностей.

## Основные работы
1991 — Прагматическая текстология в аспекте методики преподавания русского языка как иностранного: монография;
1998 — Московский приказный язык XVII века как особый тип письменного языка: монография;
2010 — Риторика и культура речи: учебник;
2018 — Русский язык и культура речи: учебник;
2020 — Особенности языка и стиля сочинений писателей-старообрядцев XVII—XVIII вв.: монография; Очерк истории официально-делового стиля русского литературного языка: монография; Коммуникативный портрет современника в контексте глобализации: монография;
2021 — Персонифицированная история официально-делового стиля русского языка: монография.

## Награды и звания
- Благодарность Ректора Московского государственного университета имени М. В. Ломоносова (2005)
- Почётная грамота Министерства образования и науки Российской Федерации (2015)
- Памятная медаль «XIX Всемирный фестиваль молодежи и студентов» (2017)
- Благодарность Председателя Совета Федерации Федерального Собрания Российской Федерации (2019)
- Почетная грамота Ректора Московского государственного университета имени М. В. Ломоносова (2020)
- Почётный профессор Пекинского педагогического университета (2019)

## Семья
Замужем, муж Михаил, дочь Екатерина.